# Роман Коринт
Роман Ян Коринт (пол. Roman Jan Korynt; нар. 12 жовтня 1929, Тчев, Польща — 15 липня 2018) — польський футболіст та тренер, виступав на позиції захисника, гравець збірної Польщі, батько Томаша Коринта.

## Життєпис
Батьки Романа — поляки, але в роді батька один з предків мав грецьке походження. Виступав у клубах «Гром Гдиня» (1946—1949), «Геданія Гданськ» (1949), «Люблянка»/ОВКС (1949—1950), ГВКС Варшава (1950—1952) та «Будовляни/Лехія Гданськ» (1953—1967). Футбольний талант продемонстрував у «Легії», але найкращі роки провів у «Лехії». По завершенні військової служби повернувся до Гданська. Намагався працевлаштуватися в «Геданії», проте під час медичного обстеження у Романа виявили проблеми з зором, тому гравець прийняв пропозицію «Лехії».
З 1952 по 1959 рік провів 34 матчі у футболці збірної Польщі.
Помер 15 липня 2018 року у віці 88 років. Похований на Гданському комунальному цвинтарі в Косаково.

## Статистика виступів

### У збірній
| №   | Дата              | Місце      | Суперник  | Рахунок | Змагання      | Грав   | Примітки |
| --- | ----------------- | ---------- | --------- | ------- | ------------- | ------ | -------- |
| 1.  | 25 травня 1952    | Бухарест   | Румунія   | 0:1     | товариський   | 90'    |          |
| 2.  | 15 червня 1952    | Варшава    | Угорщина  | 1:5     | товариський   | до 46' |          |
| 3.  | 13 вересня 1953   | Софія      | Болгарія  | 2:2     | товариський   | з 46'  |          |
| 4.  | 8 серпня 1954     | Варшава    | Болгарія  | 2:2     | товариський   | 90'    |          |
| 5.  | 29 травня 1955    | Бухарест   | Румунія   | 2:2     | товариський   | 90'    |          |
| 6.  | 26 червня 1955    | Софія      | Болгарія  | 1:1     | товариський   | 90'    |          |
| 7.  | 11 вересня 1955   | Гельсінкі  | Фінляндія | 3:1     | товариський   | 90'    |          |
| 8.  | 30 травня 1956    | Осло       | Норвегія  | 0:0     | товариський   | 90'    |          |
| 9.  | 15 липня 1956     | Будапешт   | Угорщина  | 1:4     | товариський   | 90'    |          |
| 10. | 22 липня 1956     | Хожув      | НДР       | 0:2     | товариський   | 90'    |          |
| 11. | 26 серпня 1956    | Вроцлав    | Болгарія  | 1:2     | товариський   | 90'    |          |
| 12. | 28 жовтня 1956    | Варшава    | Норвегія  | 5:3     | товариський   | 90'    |          |
| 13. | 4 листопада 1956  | Краків     | Фінляндія | 5:0     | товариський   | 90'    |          |
| 14. | 16 листопада 1956 | Стамбул    | Туреччина | 1:1     | товариський   | 90'    |          |
| 15. | 19 травня 1957    | Варшава    | Туреччина | 0:1     | товариський   | 90'    |          |
| 16. | 23 червня 1957    | Москва     | СРСР      | 0:3     | квал. ЧС 1958 | 90'    |          |
| 17. | 5 липня 1957      | Гельсінкі  | Фінляндія | 3:1     | квал. ЧС 1958 | 90'    |          |
| 18. | 20 жовтня 1957    | Хожув      | СРСР      | 2:1     | квал. ЧС 1958 | 90'    |          |
| 19. | 3 листопада 1957  | Варшава    | Фінляндія | 4:0     | квал. ЧС 1958 | 90'    |          |
| 20. | 24 листопада 1957 | Лейпциг    | СРСР      | 0:2     | квал. ЧС 1958 | 90'    |          |
| 21. | 11 травня 1958    | Хожув      | Ірландія  | 2:2     | товариський   | 90'    |          |
| 22. | 25 травня 1958    | Копенгаген | Данія     | 2:3     | товариський   | з 40'  |          |
| 23. | 1 червня 1958     | Варшава    | Шотландія | 1:2     | товариський   | 90'    |          |
| 24. | 28 червня 1958    | Росток     | НДР       | 1:1     | товариський   | 90'    |          |
| 25. | 14 вересня 1958   | Хожув      | Угорщина  | 1:3     | товариський   | до 64' |          |
| 26. | 5 жовтня 1958     | Дублін     | Ірландія  | 2:2     | товариський   | 90'    |          |
| 27. | 20 травня 1959    | Гамбург    | Німеччина | 1:1     | товариський   | з 38'  |          |
| 28. | 21 червня 1959    | Вроцлав    | Ізраїль   | 7:2     | товариський   | 90'    |          |
| 29. | 28 червня 1959    | Хожув      | Іспанія   | 2:4     | квал. ЧЄ 1960 | 90'    |          |
| 30. | 30 серпня 1959    | Варшава    | Румунія   | 2:3     | товариський   | 90'    |          |
| 31. | 14 жовтня 1959    | Мадрид     | Іспанія   | 0:3     | квал. ЧЄ 1960 | 90'    |          |
| 32. | 18 жовтня 1959    | Гельсінкі  | Фінляндія | 3:1     | квал. ОІ 1960 | 90'    |          |
| 33. | 8 листопада 1959  | Хожув      | Фінляндія | 6:2     | квал. ОІ 1960 | 90'    |          |
| 34. | 29 листопада 1959 | Рамат-Ган  | Ізраїль   | 1:1     | товариський   | 90'    |          |

## Досягнення

### Командні
- Кубок Польщі
  -  Фіналіст (1): 1955

- Перша ліга Польщі
  -  Бронзовий призер (1): 1956

### Особисті
- Прибрежний чемпіонат Польщі з боксу в легкій та напівсередній вагових категоріях (1): 1946/47
- Володар «Золотої бутси» як найкращий футболіст року за версією катовіцького видання «Sport» (2): 1959, 1960

## Ордени та відзнаки
- Офіцерський Хрест Ордену Відродження Польщі[5]
- Кавалерський Хрест Ордену Відродження Польщі[6]
- Золотий Хрест Заслуги[7]